# Stoppa Pressarna! (webbtidning)
Stoppa Pressarna är en svensk webbtidning som skriver om kändisar, kungligheter och politiker. 

## Historik
Stoppa Pressarna grundades 2013 av journalisten och IT-entreprenören Daniel Nyhlén som tidigare arbetat med kändisjournalistik på bland annat Se & Hör och Aftonbladet. Efter att ha startat flera webbaserade bolag insåg Nyhlén att den svenska kändisjournalistiken hade missat ta utrymme på internet. 
Till en början siktade Stoppa Pressarna på att utnyttja citaträtten och samla utdrag ur artiklar i den befintliga kändispressen. Några år senare började den med egna avslöjande nyheter, inspirerad av brittiska tabloider i allmänhet och den amerikanska webbplatsen TMZ i synnerhet.
Stoppa Pressarna har blivit uppmärksammad för en mängd avslöjanden om kändisar och makthavare, däribland toppolitikern Fredrick Federleys samboskap med en dömd pedofil. Nyheten tvingade den dåvarande EU-parlamentarikern att lämna samtliga sina uppdrag hösten 2020. Stoppa Pressarna avslöjade även skandalen i den svenska polisledningen med Linda Staaf och Mats Löfving som fick stort genomslag över landet hösten 2022 samt våren 2023.
Ett aktivt val har gjorts att inte ansluta sig till Medieombudsmannen, vilket medför att tidningen inte kan fällas av mediernas etiknämnd.
Genom ägarföretaget Nya Media i Norden AB är Stoppa Pressarna medlem i Svenska Tidningsutgivareföreningen.
I början av juni 2021 inledde justitiekanslern (JK) en förundersökning om grovt förtal mot Stoppa Pressarna. Detta efter att tidningen publicerat en ”hemlig” film som de uppger ska ha friat toppjuristen Göran Lambertz från anklagelserna om våldtäkt. I juni 2022 beslutade JK att lägga ner förundersökningen mot Stoppa Pressarna då åtal inte gick att styrka.